# Sadun Ghajdan
Sadun Ghajdan (ur. 1930 w Bagdadzie, zm. 1985) – iracki wojskowy, członek irackiej Rady Dowództwa Rewolucji, jeden z liderów zamachu stanu w Iraku w 1968.

## Życiorys
Ukończył Akademię Wojskową w Bagdadzie. Nie należał do partii Baas, jedynie w 1963 krótko z nią sympatyzował. W 1968 należał do elity władzy skupionej wokół prezydenta Abd ar-Rahmana Arifa, który darzył go zaufaniem. Był dowódcą batalionu czołgów w irackiej Gwardii Republikańskiej i odegrał znaczącą rolę podczas zamachu stanu przeprowadzonego w lipcu 1968 przez iracką partię Baas i współpracujących z nią wojskowych. Podczas puczu on właśnie wprowadził do sztabu Gwardii czołowych działaczy partii Baas - Ahmada Hasana al-Bakra, Saliha Mahdiego Ammasza i Hardana at-Tikritiego. Różne źródła różnią się w ocenie, czy inicjatywa przeprowadzenia przewrotu wyszła od rozczarowanych postawą Arifa wojskowych (obok Ghajdana także Abd ar-Razzak an-Najif i Ibrahim Abd ar-Rahman ad-Dawud), czy też to liderzy partii Baas, zwłaszcza al-Bakr, poszukiwali kontaktów w wojsku, by móc odzyskać władzę.
Po sukcesie puczu Ghajdanowi powierzono dowodzenie Gwardią Republikańską. Wszedł również do Rady Dowództwa Rewolucji i od jesieni 1968 do 1970 dowodził garnizonem bagdadzkim. W odróżnieniu od pozostałych wojskowych, którzy przyczynili się do przejęcia władzy przez partię Baas, nie został usunięty z elity władzy w końcu lipca 1968; zgodził się poprzeć baasistów przeciwko an-Najifowi i ad-Dawudowi. W roku następnym, w maju, publicznie zapowiedział nadanie autonomii Kurdom irackim. W 1970 został ministrem spraw wewnętrznych. W celach propagandowych ogłoszony, że przystąpił do partii Baas.
W 1973, podczas nieudanej próby zamachu stanu przeprowadzonej przez Nazima Kazzara, został przez Kazzara porwany, a następnie wzięty jako zakładnik razem z ministrem obrony Hammadem Szihabem. Gdy wojsko irackie uniemożliwiło Kazzarowi ucieczkę do Iranu, jego towarzysze zabili Szihaba, zaś Ghajdana ciężko ranili. 
W 1974 został ministrem komunikacji, zaś w 1979 Saddam Husajn mianował go wicepremierem. W 1982, podczas rekonstrukcji gabinetu, stracił obydwa stanowiska. Został również wykluczony z Rady Dowództwa Rewolucji. Trzy lata później zmarł.